# Gazeta Katolicka w Kanadzie
Gazeta Katolicka w Kanadzie – polskojęzyczne, pionierskie pismo w Kanadzie wydawane od 17 marca 1908 do 30 października 1940 w Winnipegu (Manitoba). Jest traktowane jako kontynuacja pierwszego pisma w języku polskim na terenie Kanady – powołanego na krótko przez ojców oblatów – Głosu Kanadyjskiego (1904–1905). 
Gazeta Katolicka poprzez publikację wielu pamiętników i wspomnień stała się unikatowym źródłem informacji o rozwoju polskiego osadnictwa rozrzuconego w Kanadzie, organizowaniu się i asymilacji w nowym środowisku. Już w pierwszym numerze zaapelowano do czytelników o nadsyłanie listów z opisami ich codziennych doświadczeń. Mimo skąpego wykształcenia u większości nowych imigrantów nie zabrakło odważnych, którzy zdołali opisać (głównie w prowincjach preriowych) swoje życie i najbliższe otoczenie. Powstały wyjątkowe w swoim rodzaju wspomnienia, opisujące ich trudy podróży do Kanady, osamotnienie, ich codzienne bolączki, rozczarowania i radości oraz lekcje życia, jakich doświadczali. Nadesłane listy zawierały nawet dokładne opisy ilu i jakich kto ma sąsiadów, czy jest w pobliżu kościół lub szkoła, itp. Gazeta Katolicka stała się przez to zbiorowym pamiętnikiem tych, którzy opuścili jedną ojczyznę aby budować inną.
Z biegiem czasu pismo zmonopolizowało rynek polonijny w Kanadzie, stając się doskonałym medium opiniotwórczym i tubą propagandową dla kół związanych z oblatami. Było nieocenionym źródłem informacji na temat społeczeństwa, praw i zwyczajów w Kanadzie. Jego nakład dochodził do 5 tysięcy egzemplarzy (na ogół 12 stron w formacie A3). Slogan autoreklamowy: „Jedyna Gazeta Polska w Kanadzie”.
Pierwszym wydawcą została firma West Canada Publishing Company (później na zmianę z Gazeta Katolicka Publishing Company i Canadian Publishers Ltd.), założona przez niemieckiego oblata Josepha Cordesa. To samo wydawnictwo publikowało też pisma katolików angielskich i niemieckich pod patronatem biskupa z dystryktu St. Boniface. Pierwszym redaktorem był Adam F. Bloch (1908–10), kolejnymi: późniejszy założyciel konkurencyjnego Czasu – Maks Major (1910–11), Jan Pazdor (1912–18, 1922–40), Zofia Rapalska (1918–22) i J. Baderski (1921–40). 
W 1933 oblaci zakładają Stowarzyszenie Polaków w Kanadzie, którego organem prasowym Gazeta Katolicka staje się w maju 1934. 
W 1940 roku zmieniła nazwę na Gazeta Polska w Kanadzie, a w 1950 została przyłączona do tygodnika Głos Polski, który ukazuje się do dziś w Toronto.